# Mash-up (musica)
Un mash-up (altrimenti mash up o mashup) è una composizione musicale che fonde insieme elementi di due o più canzoni preesistenti per creare un nuovo brano. Questi elementi possono includere:
- Le linee vocali
- La base strumentale
- Le ritmiche
- La melodia

La manipolazione di suoni preesistenti rende la tecnica mash-up simile ai concetti di montaggio sonoro e turntablism.
Questa tecnica è a volte identificata come uno stile musicale vero e proprio noto con i nomi bastard pop/rock, o bootleg.
Sebbene la disposizione legislativa del fair use permetta agli autori dei mash up di utilizzare campioni di brani di altri musicisti attenendosi a determinate regole, il fenomeno ha generato alcune controversie legali relative alla proprietà intellettuale dei brani adoperati come fonti sonore, fra gli autori dei brani e i musicisti di questo stile.

## Storia

### Anticipazioni
Se si escludono eventuali anticipazioni della tecnica mash up risalenti ai secoli precedenti il Novecento, lo stile ebbe probabilmente fra i precorritori i compositori di musica concreta e tape music, che inaugurarono di fatto la tecnica del montaggio sonoro, e il pianista Glenn Gould, che nel 1955 registrò una "miscela" degli inni The Star-Spangled Banner e God Save the Queen.

### Pionieri: anni cinquanta-settanta
Il primo brano pioniere della tecnica mash up fu probabilmente The Flying Saucer di Bill Buchanan e Dickie Goodman. Per realizzare questa traccia di successo risalente al 1956, i due musicisti accostarono fra loro gli spezzoni di brani tratti da canzoni di diversi autori ad un'immaginaria documentazione radiofonica narrante un'invasione della terra da parte degli extraterrestri.
Durante gli anni sessanta, il musicista Frank Zappa coniò il termine "xenocronia", un processo che consisteva nell'estrarre il suono di uno strumento da una canzone per piazzarlo successivamente in un brano diverso.
Nel 1975, John Oswald compose la traccia Power, dove vengono combinati fra loro i suoni delle chitarre suonate dai Led Zeppelin alla predica appassionata di un evangelista americano. Anni più tardi, Oswald sarà autore di album, quali Plexure del 1993, composti associando fra loro brani di altri musicisti.

### Gli anni ottanta e novanta
Fra coloro che, a partire dagli anni ottanta, proseguirono lo stile vi furono i musicisti hip hop Double Dee & Steinski, autori di una serie di brani, tutti intitolati Lesson, che associavano fra loro campionamenti tratti da canzoni di altri musicisti.
I Negativland giustapposero il brano I still Haven't Found What I'm Looking For degli U2 agli outtakes tratti da uno spettacolo radiofonico. L'EP contenente la traccia (1991) divenne oggetto di un acceso dibattito, riguardante i diritti d'autore della canzone usata, fra la formazione e il gruppo irlandese. La vicenda è documentata anche nel loro album parlato The Letter U and the Numeral 2.
Lungo la fine degli anni novanta, la musicista Solex compose alcuni album associando fra loro le fonti sonore tratte da numerosissimi dischi di altri musicisti.
Inoltre, nel 1997, i Daft Punk si esibirono in concerto (Alive 1997) eseguendo dei mashup utilizzando le loro canzoni, risultando essere uno dei primissimi casi di turntablism, cosa che porterà alla popolarità la professione del disc jockey.

### Oggi
Grazie alla progressiva riduzione dei prezzi dei computer, ed alla loro conseguente accessibilità, il mash-up ebbe modo di diffondersi fino al giorno d'oggi. Nonostante le beghe legali relative ai diritti d'autore rivendicati dai musicisti "saccheggiati", si trovano oggigiorno molti mash-up legali, in quanto è una tecnica che sta diventando sempre più usata da molti dj anche a livello internazionale.
Al fenomeno del mash-up è stato dedicato anche un programma televisivo su MTV (MTV Mash), nel quale Vj miscelavano, anziché canzoni, video musicali.
Alcuni autori di brani e album mashup emersi lungo l'inizio del nuovo millennio includono Girl Talk (Secret Diary, 2002), Edan (Echo Party, 2009), Danger Mouse (The Grey Album, 2004), Clayton Counts (Sgt. Petsound's Lonely Hearts Club Band, attribuito a The Beachles, 2006) e DJ Earworm.